# 高橋春香
高橋 春香（たかはし はるか、4月9日 - ）は、日本の女性声優。北海道札幌市厚別区出身。RME所属。

## 来歴
高校生の頃から声優への道が夢だった。北海道大学水産学部海洋生産システム学科卒業。大学では音響魚群探知機でのクラゲ探知の研究をしていた。出版社のFAX指導部勤務を経て、声優となる。
以前はケッケコーポレーションに所属していた。
2014年よりKickstarterで支援を募って製作されていたインディーズアニメ『Under the Dog』では、支援者からの投票によるオーディションで大空直美とともに選出され、メインキャラクターの1人・日向さゆり役を担当した。

## 人物
趣味は競馬、スタンプラリー。特技はイカをさばくこと。資格は英検2級。船釣りと水泳が大好き。

## 出演
太字はメインキャラクター。

### テレビアニメ
- うたの☆プリンスさまっ♪マジLOVE1000％（2011年）
- Rio RainbowGate!（2011年、ディーラー、ロボットの女）
- どるふろ -狂乱篇-（2019年、ベレッタM38）

### OVA
- 秘封活動記録-月-（2015年、住民 他）
- Under the Dog（2016年、日向さゆり[4][5]）

### 劇場アニメ
- UNDER THE DOG Jumbled（2016年、日向さゆり）
- あした世界が終わるとしても（2019年、戦士）
- 劇場版 Re:STARS 〜未来へ繋ぐ2つのきらぼし〜（2023年、スタッフ女）

### Webアニメ
- ガルーダエキスプレス（2016年、チュル）
- ネット社会の歩き方（アキ、ケンタ 他）

### オーディオドラマ
- ミステリーの歩き方 エピソードゼロ「真白杏奈の流儀」（2025年、黒木真名[6]）

### ゲーム
- プロジェクト・ニンバス（2014年、レナ）
- アプリ「THE NEW GATE」（2016年、フィルマ）
- ドールズフロントライン（2018年、M38、AK-74U）
- アプリ「偽想少女と虚構の街」（2018年、ホワイト）
- アプリ「蒼青のミラージュ」（2018年、メイコ）
- プロジェクト・シルバーウイング（2020年、Aug[7]）
- ラストオリジン（2020年 - 、イグニス、ティタニア・フロスト）
- アプリ「ラストエトワール：自由への軌跡」（2020年、アンナ、ニトクリス、からくり人形、サムライ、踊り子）
- アプリ「ステラバラード：紋章の守護者と暁の竜」（2020年、セシリア、フロー姫、ルーシー）
- アプリ「シティダンク2」（2020年、ソヨン、ルカ、アイリーン）
- アプリ「極夜大陸」（2020年、イドナ）
- アプリ「アズールレーン」（2020年、エスキモー[8]）
- イース6 オンライン〜ナピシュテムの匣〜（テラ）
- ジオ：魔法スクロール商人（時期未定、ペットナク）
- 「アトミックハート」（2023年）
- 「アフォガート」（2023年、アフォガート）

### ドラマCD
- Logic Blue Vol.1（菜由）
- 月刊コミック アース・スター「ヤマノススメ」（女子生徒D）

### 吹き替え

#### 映画
- アフターマス（テッサ・コルベット〈ハンナ・ウェア〉）
- ウィザード・バトル 氷の魔術師と炎の怪物（マーシャの母〈クセニア・アルフェロワ（ロシア語版）〉）
- キリング・マシーン（英語版）（テイラー〈マシュー・ガルバッチ〉）
- グッド・タイム（コリー・エルマン〈ジェニファー・ジェイソン・リー〉）
- ザ・ヴォイド 変異世界（英語版）（アリソン・フレイザー〈キャスリーン・マンロー〉）
- ザ・コンヴェント（英語版）（キャサリン〈エミリー・タッカー〉）
- ザ・デア -理由なき監禁-（ポピー・ジャクソン〈レリア・イヴェッタ〉、少年ジェイ〈オリバー・カンリフ〉）
- 事件物件 呪縛の連鎖（ビヴァリー〈アリヤ・バレイキス〉、リディア〈キャロル・スタンツィオーネ〉 他）
- タイムトラベラーの系譜 ルビー・レッド/ブルー・サファイア/エメラルド・グリーン（グレイス〈ベロニカ・フェレス〉）
- ダスト・ウォーカー（ミシェル〈タリーナ・ナビード〉）
- ドリームキャッチャー 呪われた魔除け（ベッキー〈ジュールス・ウィルコックス〉[9]）
- ネイビーシールズ ナチスの金塊を奪還せよ!（ジャネット・ボッグス）
- パリ、憎しみという名の罠（ダナ〈キャロル・ブラナ（フランス語版）〉 他）
- ビヨンド・ザ・スピード（英語版）（ビビ〈アデル・エグザルコプロス〉）
- フォートレス・ダウン 要塞都市攻防戦（ジラン〈アリホン・ベイサル〉）
- ブラッド・ジャスティス（英語版）（ソニヤ 他）
- Mr.&Mrs.スパイ G（英語版）（ブリアナ・ブラウン〈ブリタニー・ファーラン（英語版）〉）
- ミューズ 悪に堕ちた女神の魂（英語版）（ベアトリス〈マヌエラ・ヴェレス〉）
- レジェンド・オブ・ヴィー 妖怪村と秘密の棺（英語版）（娘、村女）

#### ドラマ
- マーロン（英語版）（パトリス 他）

#### アニメ
- ディズニージュニア「ロイとまなぼう しょうぼうあんぜん」（サラ）
- フェ〜レンザイ -神さまの日常-（2023年、ティミーのママ）

### テレビドラマ
- 妖ばなし 第39話（2018年10月27日、TOKYO MX2） - 狸娘 役

### CM
- WebCM「バーガーキング『AKAバーガー KUROバーガー』」 - クラブの客 役